# Чарльз Вінклер
Чарльз Густав Вільгельм Вінклер (дан. Charles Gustav Wilhelm Winckler; 9 квітня 1867 — 17 грудня 1932) — данський легкоатлет, олімпійський чемпіон з перетягування канату.

## Біографія
Народився 9 квітня 1867 року у Фредеріксберзі, Столичний регіон, Данія.
Учасник ІІ літніх Олімпійських ігор 1900 року в Парижі (Франція). Змагався у двох легкоатлетичних дисциплінах за Данію, а також у перетягуванні канату за змішану команду. У єдиному поєдинку змагань змішана дансько-шведська команда перемогла команду Франції й виборола золоті олімпійські медалі.
Триразовий чемпіон Данії у штовханні ядра (1901, 1902, 1903) та чемпіон Данії 1902 року в метанні диска. 
Помер 17 грудня 1932 року у Фредеріксберзі.

## Результати виступів
| Олімпійські ігри | Вид спорту           | Дисципліна                     | Команда         | Місце |
| ---------------- | -------------------- | ------------------------------ | --------------- | ----- |
| Париж 1900       | Легка атлетика       | чоловіки, метання диска        | Данія           | 8     |
| Париж 1900       | Легка атлетика       | чоловіки, штовхання ядра       | Данія           | 10    |
| Париж 1900       | Перетягування канату | чоловіки, перетягування канату | Змішана команда | 1     |